# Deeper Than Rap
Deeper Than Rap – trzeci album studyjny amerykańskiego rapera Rick Rossa, wydany 21 kwietnia 2009 r. w jego własnej wytwórni płytowej - Maybach Music Group.

## Lista utworów
Opracowano na podstawie źródła
| #  | Tytuł               | Producent(ci)                | Gościnnie                      | Czas |
| -- | ------------------- | ---------------------------- | ------------------------------ | ---- |
| 1  | "Mafia Music"       | The Inkredibles              |                                | 4:16 |
| 2  | "Maybach Music 2"   | J.U.S.T.I.C.E. League        | T-Pain, Lil Wayne & Kanye West | 4:59 |
| 3  | "Magnificent"       | J.U.S.T.I.C.E. League        | John Legend                    | 4:17 |
| 4  | "Yacht Club"        | J.U.S.T.I.C.E. League        | Magazeen                       | 5:14 |
| 5  | "Usual Suspects"    | The Inkredibles              | Nas                            | 5:14 |
| 6  | "All I Really Want" | Christopher "Tricky" Stewart | The-Dream                      | 4:16 |
| 7  | "Rich Off Cocaine"  | J.U.S.T.I.C.E. League        | Avery Storm                    | 4:25 |
| 8  | "Lay Back"          | The Runners                  | Robin Thicke                   | 4:02 |
| 9  | "Murda Mami"        | Bigg D                       | Foxy Brown                     | 3:34 |
| 10 | "Gunplay"           | The Inkredibles              | Gunplay                        | 3:34 |
| 11 | "Bossy Lady"        | The Runners                  | Ne-Yo                          | 3:53 |
| 12 | "Face"              | Drumma Boy                   | Trina                          | 3:14 |
| 13 | "Valley of Death"   | DJ Toomp                     |                                | 3:54 |
| 14 | "In Cold Blood"     | The Runners                  |                                | 3:05 |
| *  | "Cigar Music"       | Bink!                        | Masspike Miles                 | 4:05 |